# Solar (ordinateur)
Pour les articles homonymes, voir Solar.
 (juillet 2023).
SOLAR 16 est une gamme de mini-ordinateurs créée par la Division informatique industrielle (DII) de la société Télémécanique. Fondée en 1924 à Nanterre, la Télémécanique Électrique commence par fabriquer des contacteurs électromécaniques. Après la Seconde Guerre mondiale, elle connaît une remarquable croissance à l'international. Dans les années 1960, elle commence à ajouter à son catalogue des produits d'automatisation incluant de l'électronique. En 1967, elle fait l'acquisition du département automatisme de MORS situé à Crolles (Isère) qui avait déjà produit un calculateur industriel le MAT 01. De 1967 à 1971, elle va mettre sur le marché plusieurs séries de calculateurs T2000/20 T2000/10, et T1000 à mots de 19 bits. 
En 1972, alors que sort la première calculatrice de poche, l'ordinateur T1600 à mot de 16 bits est commercialisé avec une offre logicielle importante fonctionnant avec ou sans disque. Elle comprend le système d'exploitation BOS, l'assembleur ASM, le langage PL1600, un moniteur temps réel RTES. Dans le cadre de l'enseignement informatique, l'École supérieure d'électricité développe et porte sur le T1600 un moniteur de temps partagé TSM et un langage conversationnel d'enseignement, le LSE. Un Basic est par ailleurs développé à l'INSA de Lyon. Des T1600 sont ainsi installés dans des lycées. Une usine de 14 000 m2 est construite à Échirolles (Isère) dans la banlieue sud de Grenoble et achevée en 1971. Elle rassemble la conception matérielle et logicielle, l'intégration et la maintenance des ordinateurs. La production des cartes est faite à Carros (Alpes-Maritimes), l'assemblage des modules à Crolles.
Au début des années 1970, Digital Equipment Corporation sort les premiers exemplaires de sa gamme PDP-11. Elle est plus facile à produire donc moins chère que la génération précédente des PDP-8. La gamme Data General Nova de Data General (en) concurrence aussi le T1600. Télémécanique décide de renouveler son offre en faisant appel à des concepteurs américains pour une nouvelle gamme appelé SOLAR 16. Elle monte une équipe franco-américaine de 90 personnes dirigée par Jesse T. Quatse (Carnegie Mellon University). Les développements commencent à Echirolles en 1973 et dureront 21 mois.

## Matériel
À son lancement la gamme comprend trois modèles :
- SOLAR 16-65 (CPU : 16 bits) - le haut de gamme
- SOLAR 16-40 (CPU : 16 bits) - le milieu de gamme
- SOLAR 16-05 (CPU : 16 bits avec ALU 4 bits) -  entrée de gamme économique

Les 16-40 et les 16-65 peuvent avoir jusqu'à quatre processeurs : processeur de calcul, processeur d'entrée/sortie (IOP16M), processeur spécialisé de télécommunication, etc. À la différence du PDP-11 qui ne possède qu'un seul bus l'Unibus (en), les 16/65 et 16/40 possèdent un bus mémoire et un bus entrée/sortie. Le 16/05 ne possède que le bus entrée/sortie tout en restant compatible avec les autres modèles de la série.
Les instructions du SOLAR 16 sont identiques à celle du T1600 pour pouvoir réutiliser l'ensemble des logiciels existants. Seule la partie entrée/sortie (les drivers) sera réécrite pour s'adapter aux nouveaux bus.
Par rapport à la génération précédente du T1600, le SOLAR 16 se caractérise par :
- Une architecture multi processeur.
- L’utilisation de bus synchrones 125 ns.
- Le passage aux mémoires à semi conducteurs.
- L’utilisation des floppys pour les données et même pour le système.
- Une très grande modularité matérielle.
- La mise en œuvre d'alimentations à découpage modulaires et compactes.
- Un design noir industriel modulaire et minimaliste.
- Un effort important dans la conception pour faciliter la maintenance.

Une large gamme de périphériques couvre :
- Les entrées : 
  - Lecteur de carte (400 cartes/min).
  - Lecteur de bande (125 cps).
- Les sorties :
  - Imprimante LOGABAX (180 car/s).
  - Imprimantes DATAMEDIA (300-900 lignes/min).
  - Perforateur de bande FRIDEN-FACIT (75 cps).
- Les périphériques de saisie : 
  - Télétype ASR33 et KSR33
  - Visualisation SINTRA et DATAMEDIA
- Le stockage : 
  - Disques à têtes fixes (0,25 à 1 Mo).
  - Disques durs WANG avec une partie fixe et une cartouche mobile: 2,5 + 2,5 Mo ou 5 + 5 Mo.
  - Disques durs Trident de CALCOMP à cartouche amovible (style IBM 2314) : 50 Mo et 300 Mo. Ces disques pouvaient être équipés d'un module dual access, ce qui a permis la réalisation d'architecture à très disponibilité comme le commutateur telex/télégraphique du Ministère des Affaires Étrangères (1980).
  - Floppy SHUGART 235 ou 308 Ko.
  - Dérouleur de bande magnétique WANG 800/1600 bpi 25-75 ips.
- Les cartes réseaux synchrones et asynchrones.
- Les modules industriels.

Une version 32 bits de la gamme SOLAR 16 avait été envisagée pour faire face au VAX 11-780 dont la commercialisation a débuté en France en 1978. Cette version n’a pu voir le jour.

## Logiciels
Au niveau logiciel, plusieurs systèmes d'exploitation sont disponibles BOS/D, RTES/D (temps-réel), MPES (multifonction). SOLAR 16 possède un système de gestion de fichiers évolué FMS, un système de gestion de base de données DBMS (SGBD), des utilitaires de développement d'écrans de saisie FMS, des moniteurs transactionnels MCS et MUTEX.
Au niveau des langages de programmation, outre l'assembleur ASM16 et le macro assembleur MACP, les langages suivants sont disponibles PL16 (langage inspiré du PL/1 permettant de faire ce que fait l'assembleur, mais dans un langage structuré), Fortran IV, Basic-16, RPG II. Ils seront rejoints plus tard par le Fortran temps-réel et le COBOL 74. Un interpréteur Lisp fut développé pour le SOLAR 16 à l'université Paris 8, un interpréteur APL par l'École des Mines de Saint-Étienne et un compilateur Pascal à l'École des Mines de Nancy,.

## Polybus haute disponibilité
Parallèlement aux développements réalisés à Échirolles, une équipe POLYBUS d'une dizaine de personnes est créé à Rennes (Ille-et-Vilaine) 
auprès du CCETT qui mène alors les études préparatoires à la mise en place d'un réseau national de commutation par paquets. Dans le cadre d'un contrat de recherche avec le CCETT, cette équipe développe des architectures SOLAR 16 multiprocesseurs tolérantes aux pannes avec mémoires et bus entrée/sortie partagés, un OS spécifique MOS ainsi que des liaisons synchrones rapides. Cette architecture s'inspire du PLURIBUS de BBN (Bolt, Beranek and Newman) développé pour les nœuds du réseau Arpanet. 
En février 1975, dans le cadre de l'appel d'offres Transpac pour la constitution d'un réseau national X.25, SESA répond avec Télémécanique en proposant les matériels SOLAR 16 POLYBUS. L'offre est sérieusement étudiée, mais en décembre 1975 c'est finalement le consortium SESA-TRT qui remporte le marché. Par la suite, des éléments POLYBUS sont utilisés pour réaliser des systèmes complexes comme le commutateur de message télex/télégraphique du ministère des Affaires étrangères (1980).

## Marché
La commercialisation du SOLAR 16 démarre au SICOB de 1975. En 1975, le chiffre d'affaires de la DII est d'une centaine de millions de NF (de l'ordre de 630 millions d'euros 2007. SOLAR fait jeu égal en Europe avec les PDP-11. Plus de 16 000 unités seront vendues dans le monde, le plaçant au deuxième rang mondial dans les ventes de mini-ordinateurs. Il est aussi produit sous licence aux États-Unis par Calcomp (en) (la compagnie existe toujours) et utilisé principalement dans ses systèmes de CAO. Le SOLAR 16 est vendu par THOMSON-CSF pour la réalisation du réseau de contrôle aérien Chinois. Il a été alors produit sous licence à Canton.

Bien que conçu principalement pour le contrôle de processus industriels, SOLAR 16 est utilisé dans les télécommunications, la gestion des transactions, la conduite de machines-outils, les laboratoires d'analyses médicaux (offre SYSLAB). Il fit aussi carrière dans les universités et les organismes de recherche : École polytechnique, IMAG, IRCAM, INSERM, MICADO, etc. Les souffleries à rafale R2Ch et R3Ch de l'Onera à Meudon utilisaient un ordinateur Solar-16/45 pour l'acquisition de données.

## La restructuration de la mini-informatique française
En 1976, poussé par l’État, dans le cadre des rectifications de frontières entre la CGE et THOMSON, TELEMECANIQUE se sépare de sa division informatique. Celle-ci fusionne avec la partie B de la CII qui produisait les mini-ordinateurs concurrents MITRA et devient une filiale de THOMSON. Au terme d'une fusion très dure, la nouvelle compagnie SEMS (Société Européenne de Mini-informatique et Systèmes) continue à produire des SOLAR 16. 
Après la nationalisation de Bull, la SEMS passa sous son contrôle. En 1984, Bull rebaptise la gamme SOLAR en SPS5 et crée de nouvelles déclinaisons les SOLAR 16-30, 16-70, 16-85 et 16-90. Leur production s'est arrêtée au début des années 1990.
Il reste encore quelques exemplaires en service en France. Des sociétés industrielles comme EDF ou RATP ont encore quelques calculateurs Solar en exploitation.